# مدير بدء التشغيل
مدير بدء التشغيل هو برنامج مهيّء لجنو جرب، و ابفلاش، وسبلاشي. كان في الأصل مشروع خاص بنظام أوبنتو، لكن تم تكييفه لاحقًا مع نظام ديبيان.

هذا البرنامج موجود في مستودعات أوبنتو الآن.

## وصلات خارجية
- مدير بدء التشغيل على موقع Open Hub (الإنجليزية)
- مدير بدء التشغيل على موقع SourceForge (الإنجليزية)
- صفحة برنامج مدير بدء التشغيل  على أوبن هب
- تفاصيل حزمة أبونتو 9.10